# 四更镇
四更镇是中华人民共和国海南省东方市下辖的一个镇。

## 行政区划
四更镇下辖以下村级行政区划单位：
四更村、土地村、付马村、赤坎村、四北村、来南村、沙村、日新村、四中村、旦园村、四而村、英显村、大新村、旦场村、下荣村、长山村、居多村、四南村、上荣村和四必村。